# 駒が舞う
『駒が舞う』（こまがまう）は、大島やすいちによる日本の漫画。大島の初連載作品。将棋を題材としている。

## 概要
『週刊少年サンデー』（小学館）にて1972年22号から1973年30号まで連載された。単行本は若木書房より全4巻、日本文華社より全5巻、さくら出版より愛蔵版全3巻が発売された。また、日本文華社版を元にデジタルコミックとしてイーブックイニシアチブジャパンより全5巻が発売された。作者の大島にとって初の長期連載作品であり、高校卒業と同時の執筆開始だった。本作は実家の京都で執筆されており、原稿が遅れて、母親にベタやスクリーントーン貼りを手伝ってもらったこともあるという。
本作の生原稿は2002年に発生したさくら出版原稿流出事件の流出リストに上がったが、その後原稿は大島の元に返却されている。

## あらすじ
生駒山麓のとある町に住む少年、桂駒吉の父親は、将棋好きが原因で、商売であるパンク修理店に熱が入らず店を失うことになる。桂一家は京都へ引っ越すこととなるが、中学生となった駒吉は、そこで将棋を通じ、様々な出会いをし、成長していく。

## 登場人物
桂 駒吉（かつら こまきち）
本作の主人公。いたずら好き、けんか好きのわんぱく坊主。お気に入りの駒は桂馬。
西大寺 千恵蔵（さいだいじ ちえぞう）
駒吉の友人。
東山 健吾（ひがしやま けんご）
駒吉が通う中学校の生徒会長で将棋部の主将。駒吉の将棋のライバル。